# Bindhof

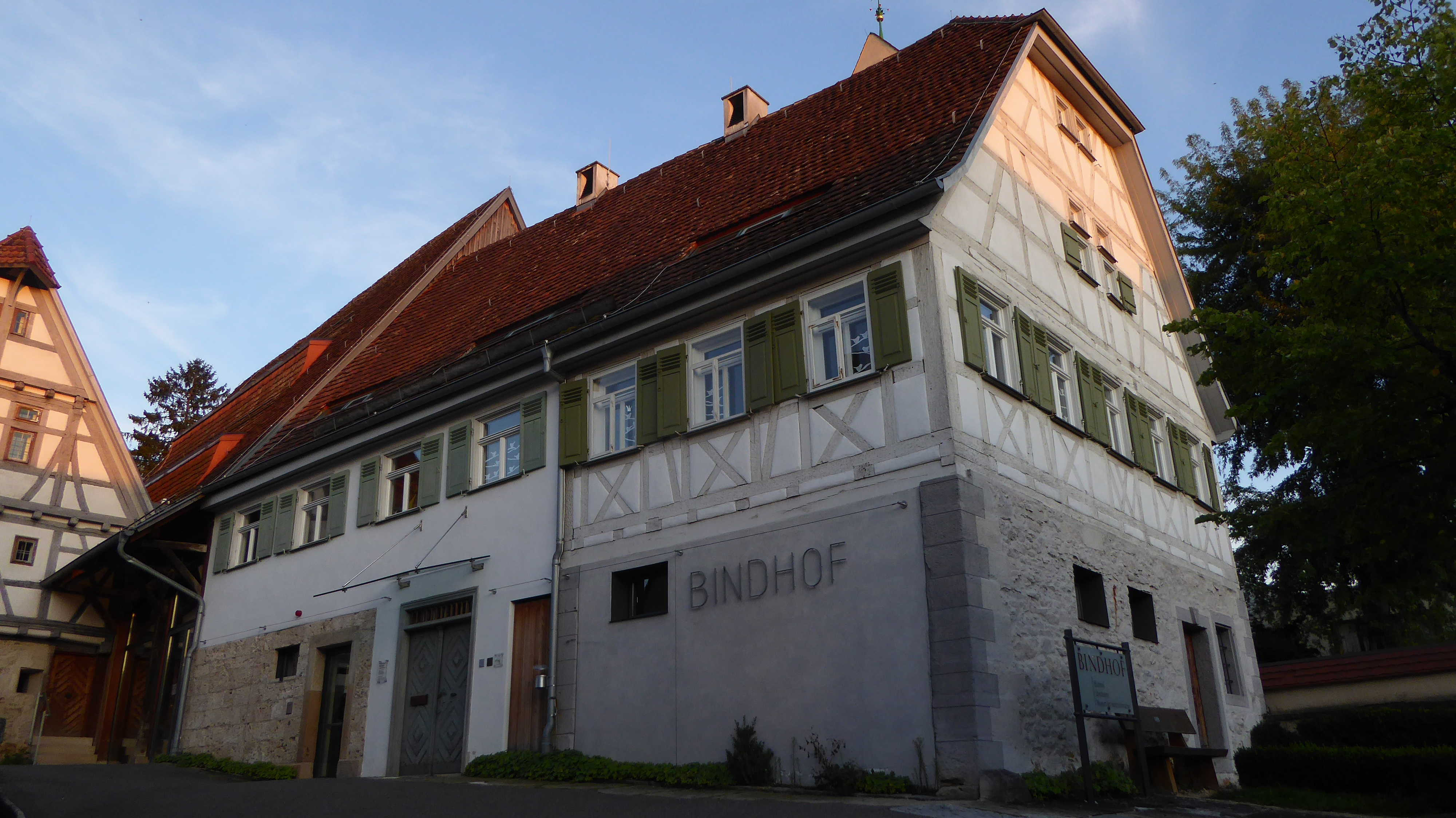

Der Neuhäuser Bindhof ist ein ehemaliger Zwiefalter Klosterhof im Zentrum von Neuhausen, einem Ortsteil der baden-württembergischen Stadt Metzingen am Fuße der Schwäbischen Alb. Der Gebäudekomplex aus dem frühen 16. Jahrhundert ist ein Baudenkmal und wird seit 2003 als Dorfgemeinschaftshaus genutzt.

## Beschreibung
Die rechtwinklig angeordnete Gebäudegruppe zwischen dem Alten Rathaus und dem evangelischen Gemeindezentrum wurde ab 1531 als Pfleghof für das Kloster Zwiefalten errichtet und bestand ursprünglich aus einem Gewölbekeller, einer darüber liegenden Scheune und einem nördlich anschließenden Verwalterhaus. Die in der Scheune verbauten Eichenstämme wurden dendrochronologisch untersucht und demnach im Winter 1531/32 gefällt.
Das Verwalterhaus erhielt 1771 einen Anbau, an den Westgiebel der Scheune wurden 1716 und 1823 Wohn- und Ökonomiegebäude angebaut, zweigeschossige Fachwerkbauten mit massivem Erdgeschoss und Krüppelwalmdach.

## Nutzung
Der Bindhof diente zur Lagerung der Abgaben der Dorfbewohner an das Kloster Zwiefalten, in alten Beschreibungen wird er auch „Klosterküferei“ genannt. Im 18. Jahrhundert wurde diese ursprüngliche Nutzung aufgegeben, die Gebäude gelangten in Privatbesitz und wurden entsprechend umgebaut oder durch Anbauten ergänzt. In den 1990er Jahren konnte die Stadt Metzingen die von mehreren Besitzern landwirtschaftlich genutzten Gebäude erwerben und im Landessanierungsprogramm unterbringen. Der ehemalige Zwiefalter Klosterhof wurde 2001 bis 2003 zum Dorfgemeinschaftshaus umgebaut und Ende Mai 2003 feierlich eingeweiht. Seither finden dort Ausstellungen, Bürgerversammlungen und Konzerte statt, der Bindhof wird von diversen Neuhäuser Vereinen und für private Festtage genutzt. Außerdem hat dort die Zweigstelle Neuhausen der Stadtbücherei ihren Sitz und in der Handschuhmacher-Stube wird an ein für Neuhausen sehr wichtiges Gewerbe erinnert.
An Architekturgeschichte Interessierte können den Bindhof am zweiten Sonntag im September, dem Tag des offenen Denkmals, besichtigen und sich durch die Räumlichkeiten führen lassen.